# Ludolf Bode

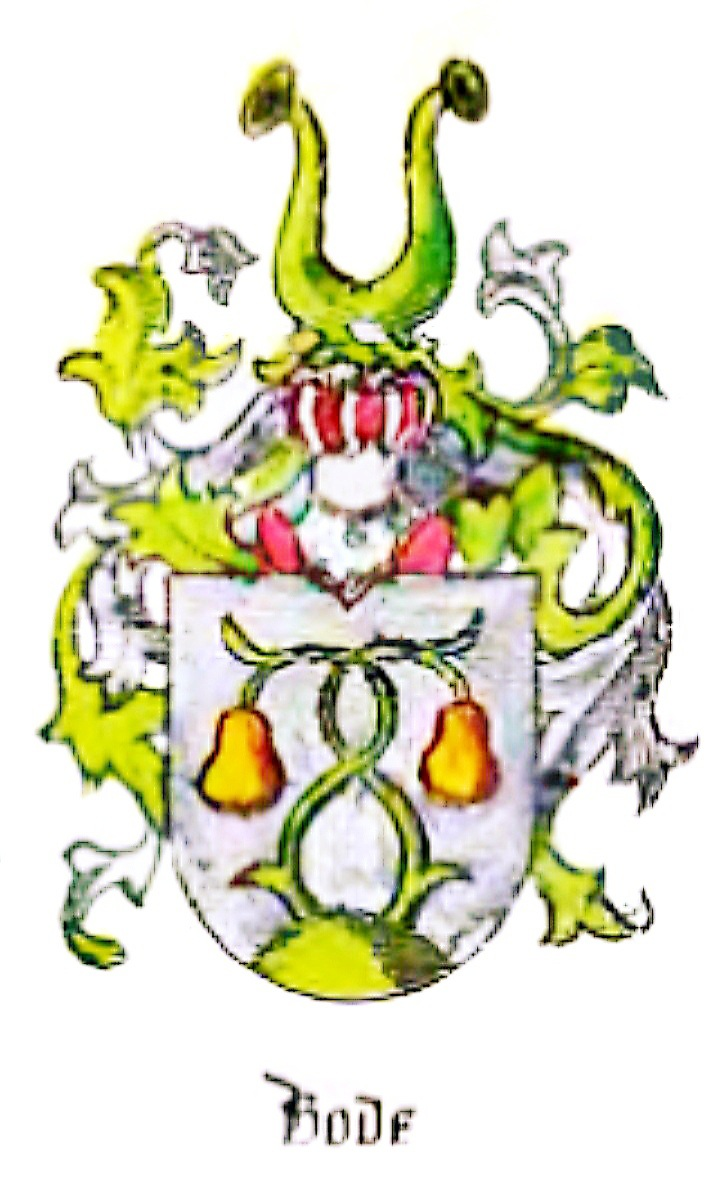
Wappen der Bode zu Braunschweig

Ludolf Bode (geboren um 1483; gestorben 1537 in Braunschweig) war ein Bürgermeister des Braunschweiger Weichbildes Altstadt.

## Leben
Bode war ein Sohn des gleichnamigen Ludolf Bode[n] und dessen Frau Margaret[h]e von Beyerstidde. Er war als Kaufmann tätig, gehörte in den Jahren 1516 bis 1536 dem Rat der Altstadt an und war ab 1519 Bürgermeister der Altstadt (damals war die Bezeichnung Bürgervorsteher üblich). Durch seine Heirat oder den Kauf war er Besitzer des ehemaligen Beyerstidde’schen Hauses, das mit der Brandnummer 300 belegt ist und sich in der Poststraße 7 befand. Hier stand vorher ein Postgebäude. In den Jahren 1515 bis 1522 war er zudem Zeugherr der Artillerie der Stadt Braunschweig. Der Bildschnitzer Simon Stappen soll für Bode und dessen erste Ehefrau Ilse Damman eine Brauttruhe mit dem geschnitzten Familienwappen angefertigt haben. In den Kirchenbüchern der Martinikirche ist Bode gemeinsam mit dem Ratsherrn Tile von der Leyne (Tile von der Leine, besaß ein Haus am Eiermarkt 7) als Provisor und Ausrichter des Festes der Kreuzerhöhung und des Auctortages im Jahr 1525 verzeichnet, das seit etwa 1356 vom Rat in allen Pfarrkirchen zum Andenken an die Errettung der Stadt von der Pest im Jahr 1350 in regelmäßigen Abständen abgehalten wurde.
Das Wappen der Familie Bode zeigte auf silbernem Grund in der Mitte einen grünen Hügel, aus dem zwei wie eine 8 ineinander verschlungene Ranken emporragen, an deren nach unten hängenden Spitzen jeweils eine goldene Birne hängt.

## Vorfahren
Die Kaufmannsfamilie Bode wanderte um 1404 nach Braunschweig ein. Sie waren als Patrizier- und Ratsfamilie in den Jahren 1516 bis 1574 im Rat der Altstadt vertreten. Ab 1620 waren sie nicht mehr in Braunschweig ansässig. Als älteste Vorfahren werden im Jahr 1404 Ludelef und Hinrik Bode erwähnt.
Ludelef Bode (Neubürger in Braunschweig um 1404)
- Hans Bode († 1458) ⚭ 1410 mit Geseke van Borchtorpe (Burgdorf), mehrere Kinder darunter:
  - Ludolf Bode[n] (um 1410; † 1520) ⚭ 1483 mit Margaret[h]e von Beyerstidde (oder Beyerstede = aus Beierstedt), einer Tochter des Gewandschneiders Cord Beyerstede, aus einer Braunschweiger Patrizier- und Ratsfamilie.[7] Er war in den Jahren 1504 bis 1516 Provisor des Thomasstifts und Besitzer des Hauses mit der Brandnummer 300.
    - Ludolf Bode (von dem dieser Artikel handelt)

  - Greteke (Margarete) Bode ⚭ Tile von Damm († 18. Mai 1492)
  - Mette Bode ⚭ Herman von Vechelde († 1460)

## Nachkommen
Bode war zweimal verheiratet:
- mit Ilse Damman (für sie wurde die Brauttruhe gefertigt), einer Tochter von Henning Damman († 1530) und dessen Frau Margarete von Broistede († 1539)
  - Jürgen Bode (* vor 1537; † nach 1574, ist von 1538 bis 1574 als Mitbesitzer des Hauses verzeichnet)
- Mette († 1550, von 1538 bis 1550 Mitbesitzerin des Hauses)
  - Ludolf Bode (* vor 1537; † 6. Februar 1574, ist von 1550 bis 1574 als Mitbesitzer des Hauses verzeichnet), von 1561 bis 1574 Mitglied des Rates der Altstadt und ab 1569 Gelagsbruder ⚭ um 1558 mit Christina Wolters (sie heiratete nach seinem Tod 1575 Ludolf Kruse; † um 1592)
    - Christian Bode (23. Dezember 1558; † 24. Oktober 1566)
    - Ludolf Bode († 1597) besaß Güter in Watenstedt, Klein Winnigstedt und Atzum (ist 1575 bis 1594 als Besitzer des Hauses registriert, er starb an der Pest) ⚭ Katharina Eschemann, einer Tochter Hans Eschemanns (sie heiratete nach seinem Tod im Jahr 1600 Herman Hollzhausen)
    - Heinrich Bode (* 18. Dezember 1573)

  - Friedrich Bode (* vor 1537; † 12. September 1587), Goldschmied der Altstadt, seit 1555/56 Mitglied der Braunschweiger Goldschmiedegilde und ab 1557 Gelagsbruder. Von 1569 bis 1587 war er Gildemeister der Goldschmiede.[8] ⚭ am 8. Juni 1568 mit Margarethe von Damm (* 16. Juni 1542; 2. August 1597), der Tochter Tile von Damms
  - Margarete Bode (* vor 1537; † 24. Mai 1572) ⚭ mit Cyriacus von Vechelde (* 8. August 1504; † 20. Juni 1571), Gewandschneider
  - Dorothee Bode (* vor 1537; † 1574) ⚭ mit Magister Gerwin Wittekop (* 12. Juli 1519; † 25. August 1566) Pastor zu St. Petri 1536, zu St. Blasii 1553 in Braunschweig
  - Katharina Bode (* vor 1537; † 1586) ⚭ mit Henning Haverland
  - Anna Bode (* vor 1537; † 11. November 1607) ⚭ mit Heinrich Schrader (* 2. Januar 1493; † 3. November 1584), 1530 bis 1574 Ratsherr im Hagen

Als ein weiterer Nachkomme wird Ludolf Bode erwähnt, der sich von 1601 bis 1611 in Riga aufhielt und 1620 nach Braunschweig zurückkehrte.

## Mögliche Nachfahren
Der Kunsthistoriker Wilhelm von Bode (1845–1929) führt seine Abstammung auf den hier beschriebenen Bürgermeister Ludolf Bode zurück:

„Meine Vorfahren väterlicherseits waren meist Gelehrte oder Beamte. Im Anfänge des 16. Jahrhunderts war Ludolf Bode als Bürgervorsteher einer der geachtetsten Männer der Stadt. Dreihundert Jahre später hat mein Großvater, Wilhelm Bode, als Stadtdirektor (Bürgermeister) in Braunschweig durch fast dreißig Jahre der Stadt aus dem traurigen Zustand […] wieder zu einer gesunden Entwicklung verholfen und namentlich auch den wissenschaftlichen und Kunst-Anstalten persönlich große Dienste erwiesen“

- Johannes Boden (1630–30. Oktober 1670), Notar und Marktherr
- Johann Wilhelm Bode[n] (20. Januar 1664–14. Juni 1749), Prediger in Ammensen
- Arnold Konrad Bode († 29. Juli 1752), Pfarrer in Naensen
- Georg Heinrich Bode (14. April 1739–1812), Superintendent
- Wilhelm Julius Ludwig Bode (1779–1854), Stadtdirektor (Bürgermeister)[10]
- Wilhelm Bode (1812–1883), Politiker